# Неміга (притока Старої Десни)
Неміга, Немига — річка в Україні, у Коропському районі Чернігівської області. Права притока Старої Десни (басейн Дніпра).

## Опис
Довжина річки приблизно 9,5 км.

## Розташування
Бере початок на північному заході від Облоння в урочищі Оболонська Дача. Тече переважно на південний схід через Гуту і на північному сході від Сохачів впадає у річку Стару Десну, праву притоку Десни.

## Цікаві факти
- У селі Гута річку перетинає автомобільна дорога Т 2516.
- У минулому річка після нижче Гути називалася Росохою.
- На мапі Коропа (m-36-018) річка називається Корецький.